# Physalis sulphurea
Physalis sulphurea là loài thực vật có hoa trong họ Cà. Loài này được (Fernald) Waterf. miêu tả khoa học đầu tiên năm 1967.